# Lazzaro Frizzi
Lazzaro Israel Frizzi (Trieste, 5 febbraio 1838 – Milano, 4 settembre 1919) è stato un avvocato, patriota, politico e filantropo italiano.

## Biografia
Originario della Trieste austro-ungarica, discendente da una illustre dinastia ebraica ivi radicata dal 1838, si trasferisce adolescente presso alcuni conoscenti di Milano, dove compie gli studi liceali e si laurea in giurisprudenza. Nel capoluogo lombardo, dove si stabilisce in via definitiva, esercita la professione di avvocato erariale e prende parte alla vita politica locale nelle file del partito liberale moderato, per il quale viene eletto deputato nel 1870 e 1874, non rieletto dopo la presa di potere della sinistra storica. Fautore della completa riunificazione italiana e convinto irredentista, si arruola volontario allo scoppio della seconda e terza guerra d'indipendenza, e dal 1887 prende parte attiva alla politica locale come consigliere comunale di Milano e Ostiano e consigliere provinciale di Cremona. Viene nominato senatore a vita nel 1914.
La sua figura, oltre che per la politica, è ricordata per il grande impegno filantropico nelle più svariate forme di assistenza; è infatti stato consigliere a presidente degli Istituti ospitalieri di Milano, presidente della Scuola professionale femminile "Laura Solera Mantegazza", membro corrispondente dell'Istituto lombardo di scienze e lettere e consigliere del Pio Istituto dei rachitici, istituzione da lui stesso fondata e personalmente finanziata per oltre tre decenni.